# 18e cérémonie des American Film Institute Awards
La 18e cérémonie des American Film Institute Awards (AFI Awards), décernés par l'American Film Institute, récompense les dix meilleurs films sortis et les dix meilleures séries télévisées diffusées en 2017.

## Palmarès

### Les 10 films récompensés
- The Big Sick
- Call Me by Your Name
- Dunkerke
- The Florida Project
- Get Out
- Lady Bird
- Pentagon Papers
- La Forme de l'eau
- Three Billboards : Les Panneaux de la vengeance
- Wonder Woman

### Les 10 séries récompensées
- Big Little Lies
- The Crown
- Feud : Bette and Joan
- Game of Thrones
- The Good Place
- La Servante écarlate
- Insecure
- Master of None
- Saison 2 de Stranger Things
- This Is Us